# 이란 대통령

이란의 국장

이란 이슬람 공화국 대통령(페르시아어: رئیس‌جمهور ایران)은 이란의 정부수반으로서, 직접 선거를 통해 선출된다. 임기는 4년 중임제이며, 3선은 헌법에 의해 금지된다.
현재 마수드 페제시키안이 이란의 대통령을 재임 중에 있다.

## 역대 대통령 목록
| 대 | 사진            | 이름 (출생연도-사망연도)             | 임기            | 임기            | 정당                           | 파벌 및 기타    |
| -- | --------------- | ------------------------------------ | --------------- | --------------- | ------------------------------ | --------------- |
| 1  |                 | 아볼하산 바니사드르 (1933~2021)      | 1980년 2월 4일  | 1981년 6월 22일 | 무소속                         | 개혁파          |
| 2  |                 | 마무드 알리 라자이 (1933~1981)       | 1981년 8월 2일  | 1981년 8월 30일 | 이슬람공화당                   | 보수파          |
| 3  |                 | 알리 하메네이 (1939~)                | 1981년 10월 9일 | 1985년 8월 16일 | 이슬람공화당 ↓ 전투적 성직자회 | 보수파          |
| 3  | 1985년 8월 16일 | 알리 하메네이 (1939~)                | 1989년 8월 16일 |                 | 이슬람공화당 ↓ 전투적 성직자회 | 보수파          |
| 4  |                 | 악바르 하셰미 라프산자니 (1934~2017) | 1989년 8월 16일 | 1993년 8월 3일  | 전투적 성직자회 ↓ 건설 간부당  | 개혁파(중도파)  |
| 4  | 1993년 8월 3일  | 악바르 하셰미 라프산자니 (1934~2017) | 1997년 8월 3일  |                 | 전투적 성직자회 ↓ 건설 간부당  | 개혁파(중도파)  |
| 5  |                 | 모하마드 하타미 (1943~)              | 1997년 8월 3일  | 2001년 8월 3일  | 전투원 성직자협회              | 개혁파          |
| 5  | 2001년 8월 3일  | 모하마드 하타미 (1943~)              | 2005년 8월 3일  |                 | 전투원 성직자협회              | 개혁파          |
| 6  |                 | 마무드 아마디네자드 (1956~)          | 2005년 8월 3일  | 2009년 8월 3일  | 이슬람 이란 건설자 동맹        | 보수파(강경파)  |
| 6  | 2009년 8월 3일  | 마무드 아마디네자드 (1956~)          | 2013년 8월 3일  |                 | 이슬람 이란 건설자 동맹        | 보수파(강경파)  |
| 7  |                 | 하산 로하니 (1948~)                  | 2013년 8월 3일  | 2017년 8월 3일  | 온건발전당                     | 개혁파          |
| 7  | 2017년 8월 3일  | 하산 로하니 (1948~)                  | 2021년 8월 3일  |                 | 온건발전당                     | 개혁파          |
| 8  |                 | 에브라힘 라이시 (1960~2024)          | 2021년 8월 3일  | 2024년 5월 19일 | 전투적 성직자회                | 보수파(강경파)  |
| -  |                 | 모하마드 모크베르 (1955~)            | 2024년 5월 19일 | 2024년 7월 28일 | 무소속                         | 대통령 권한대행 |
| 9  |                 | 마수드 페제시키안 (1954~)            | 2024년 7월 28일 |                 | 무소속                         | 개혁파          |